# كوسترز

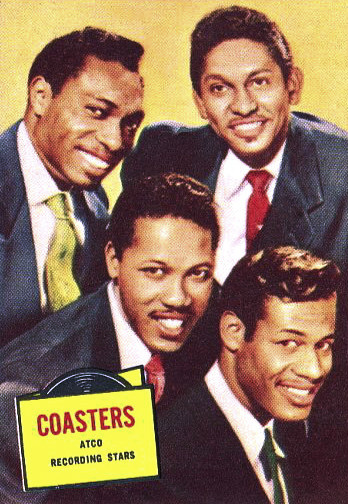
فريق كوسترز عام 1957

كوسترز (The Coasters) هو فريق غنائي أمريكي أصدر سلسلة من الأغاني الناجحة في أواخر الخمسينيات. بدأ نجاحهم مع أغاني مثل "Searchin" و "Young Blood" في عام 1956، وتم تأليف أشهر أغانيهم من قبل فريق المؤلفين لايبر وستولر. أصبحت أغانيهم جزءًا مهمًا من إرث الدو واب خلال الستينيات رغم أنهم لم يتبعوا التيار السائد من هذا النوع. كانوا أول فرقة يتم إدخالها إلى الصالة الفخرية للروك آند رول.

## التاريخ
تم تشكيل فريق كوسترز في 12 أكتوبر 1955، عندما انضم عضوان سابقان من فريق روبينز، وهو فريق بلوز من لوس أنجلس، إلى علامة تسجيلات أتلانتيك. اتخذوا اسم كوسترز لأنهم انتقلوا من الساحل الغربي إلى الشرقي. تكون الفريق الأصلي من كارل غاردنر وبوبي نان (أعضاء روبينز السابقون) وبيلي قاي وليون هيوز (الذي تم استبداله بيونغ جيسي في بعض تسجيلاتهم الأولى في لوس أنجلوس) وعازف الجيتار أدولف جاكوبس. ترك جاكوبز المجموعة في عام 1959.
بدأ لايبر وستولر شركة سبارك ريكوردز، وفي عام 1955 أنتجوا أغنية Smokey Joe's Cafe لفرقة روبينز (وكانت سادس أغنية لهم مع الفريق). نال التسجيل نجاحا كافيا ليجذب اهتمام شركة أتلانتيك ريكوردز الذين قدموا عقد إنتاج لفريق روبينز. لم يوافق سوى اثنان من روبينز - غاردنر ونان - على الانتقال إلى مقر أتلانتيك في نيويورك. انتقل نون وهيوز إلى نيويورك في أواخر عام 1957 وانضموا إلى كورنيل غونتر ودوب جونز لتشكيل فريق كوسترز.
حقق ارتباط كوسترز مع لايبر وستولر نجاحًا فوريًا، حيث ابتكروا سلسلة من أغاني القصصية المرحة. أول أغنية فردية لهم، "Down in Mexico"، حققت النجاح ووصلت للمركز الثامن على قائمة بيلبورد لأغاني الآر أن بي عام 1956. في العام التالي، حقق الفريق نجاحا أكبر على قائمة بيلبورد بأغنتيهما "Young Blood" و "Searchin". تصدرت الأغنيتان قائمة الآر أند بي في المجلة ووصلت للمراتب العشر الأوائل على قائمة البوب.
"Yakety Yak"، والتي ضمت كينغ كورتيس على التينور ساكسفون، وتصدرت الأغنية قائمتي الآر أن بي والبوب معا. وصلت الأغنية التالية، «تشارلي براون»، إلى المركز الثاني في كلا القائمتين. تبعها أغاني "Along Came Jones" و "Poison Ivy"، وتصدرت الأخيرة قائمة الآر أند بي.
ساهم تغير أذواق الجماهير، وكذلك تغير تشكيل الفرقة، إلى تراجع نجاح الفرقة على القوائم. وقعوا عقدا في عام 1966 مع شركة ديت ريكوردز التابعة لكولومبيا، وتعاونوا مجددا مع فريق لابر وستولر، ولكنهم لم يستعيدوا نجاهم السابق.
في عام 1987، أصبح الفريق أول مجموعة يتم إدخالها في قاعة مشاهير الروك آند رول، وتم إدراج أسماء التشكيل الموجود عام 1958. كما تم ضمهم أيضًا إلى قاعة مشاهير المجموعات الصوتية في عام 1999.
استخدمت عدة مجموعات غنائية اسم الفريق في السبعينيات، رغم أن العضو الأصلي كارل غاردنر هو الذي يملك الحقوق القانونية لذلك. واصل غاردنر الرحيل في جولات غنائية وحاول إيقاف المجموعات الوهمية التي تستخدم الاسم. في أواخر عام 2005، تولى ابنه كارل غاردنر جونيور قيادة المجموعة بعد تقاعد والده، ترك كارل الابن هذه المجموعة فيما بعد وبدأ مجموعته الخاصة. تملك فيتا أرملة كارل حقوق اسم كوسترز.
ليون هيوز هو العضو الأخير الباقي على قيد الحياة من الفريق الأصلي ويؤدي مع مجموعته الخاصة. لقي بعض الأعضاء السابقين نهايات مأساوية. قُتل عازف الساكسفون كينغ كورتيس طعنا على يد اثنين من المدمنين خارج العمارة الني يسكن فيها في عام 1971. قُتل كورنيليوس غونتر بالرصاص أثناء جلوسه في مرآب للسيارات في لاس فيغاس في عام 1990.